# 312 Pierretta
A 312 Pierretta a Naprendszer kisbolygóövében található aszteroida. Auguste Charlois fedezte fel 1891. augusztus 28-án.